# Hypnum sprucei
Hypnum sprucei là một loài Rêu trong họ Hypnaceae. Loài này được (Bruch) Spruce mô tả khoa học đầu tiên năm 1847.